# ラディン語
ラディン語（ラディンご、ladin）は、イタリア北部のドロミテで話されている言語。ドロミテ語とも呼ばれる。言語学的にはインド・ヨーロッパ語族ロマンス語派レト・ロマンス語群に属する。
同じレト・ロマンス語群に属するロマンシュ語のエンガディン方言もラディン語という場合がある。
ラディーノ語とも呼ばれるが、スペイン系ユダヤ人が話すラディーノ語（ユダヤ・スペイン語）とは異なるので、注意を要する。

## ラディン語が話される地域

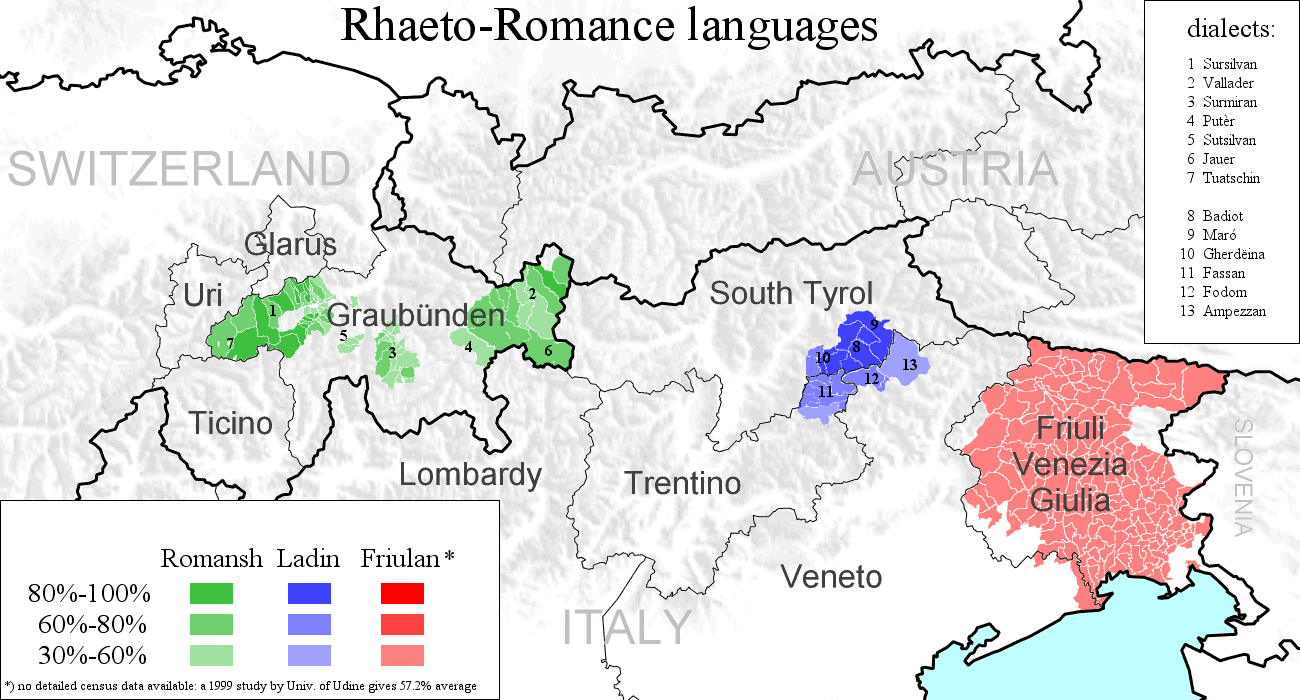
レト・ロマンス語群の分布。中央の青が、ラディン語の分布を示す

ラディン語は、ボルツァーノ自治県、トレント自治県、ベッルーノ県の3県がまたがるラディニアと呼ばれる地域（18の基礎自治体（コムーネ）が含まれる）で広く使われている。
このほか、トレント自治県北西部のヴァル・ディ・ノンで話される少数言語のノン方言 (it:Dialetto noneso) をラディン語の方言とする解釈がある。
- ラディン語話者が多くを占める「ラディニア」
- ボルツァーノ自治県の言語状況（2011年）。ラディン語は青。
- トレント自治県の少数言語状況（2011年）。ラディン語は青。

## 参照
1. ↑  Ladin at Ethnologue (17th ed., 2013)